# .tel
.tel er et generisk topdomæne, der er reserveret til IP-telefoni. Domænet blev oprettet i 2006.
| Generiske topdomæner | Spire Denne artikel om generiske topdomæner er en spire som bør udbygges. Du er velkommen til at hjælpe Wikipedia ved at udvide den. |